# Achilleus Tatios
Achilleus Tatios, řecky Ἀχιλλεύς Τάτιος (asi 2. nebo začátek 3. století) byl starověký řecký spisovatel, autor románu Příhody Leukippy a Kleitofónta (Τὰ κατὰ Λευκίππην καὶ Kλειτoφῶντα).
O jeho životě není prakticky nic známo, než to, že pravděpodobně pocházel z Alexandrie. Tvrzení byzantského encyklopedického slovníku Súda z 10. století, že se stal křesťanským biskupem, je velmi málo pravděpodobné.

## Příhody Leukippy a Kleitofónta
Ve svém románu líčí Achilleus Tatios v osmi knihách strastiplné příběhy milenecké dvojice na pouti po cizích zemích. Vystupující osoby a líčená dobrodružství (bouře, ztroskotání, piráti, únosy, otroctví atd.) mají však většinou vzor v románech Longa, Charitóna, Xenofónta z Efesu a dalších. Příběh je často rozmělňován neúčelnými vsuvkami, jako jsou různé dopisy, bajky atp. Stylová živost a umělecká síla v popisech však zajistila románu velkou oblibu nejen v pozdní antice, ale hlavně u Byzantinců.

## Česká vydání
- Příhody Leukippy a Kleifofónta, obsaženo v knize Antická próza II. – Láska a válka, Odeon, Praha 1971, přeložil Václav Bahník.